# Shabogamo River
Der Shabogamo River ist ein 19 km langer linker Nebenfluss des Ashuanipi River im Zentrum der Labrador-Halbinsel. Er befindet sich im Flusssystem des Churchill River.

## Flusslauf
Der Shabogamo River bildet den Abfluss des Shabogamo Lake. Oberhalb diesem befindet sich der Wabush Lake, an dessen Ufer die Kleinstadt Labrador City liegt. Der Shabogamo River fließt vom nordöstlichen Ende des Shabogamo Lake nach Süden und mündet in den Ashuanipi River. Die Einmündung befindet sich 17 km nördlich dessen Ausfluss aus dem Ashuanipi Lake.

## Hydrologie
Der Shabogamo River entwässert ein Areal von etwa 3700 km². Der mittlere Abfluss beträgt 61,4 m³/s. Die höchsten Monatsabflüsse treten gewöhnlich während der Schneeschmelze im Juni mit im Mittel 162 m³/s auf.